# Heinrich-Wieland-Straße
Die Heinrich-Wieland-Straße ist eine Innerortsstraße in den Stadtbezirken Berg am Laim (Nr. 14) und Ramersdorf-Perlach (Nr. 16) von München.

## Verlauf
Die Straße beginnt in Verlängerung der Bad-Schachener-Straße an der Kreuzung mit der Sankt-Michael-Straße und der Hofangerstraße beim Michaelibad. Sie quert den Hachinger Bach südlich von dessen Versickerungsstelle und verläuft nordöstlich des Ostparks sowie an einer Bezirkssportanlage vorbei in den Stadtteil Neuperlach, in dem sie nach Querung der Ständlerstraße in die Fritz-Erler-Straße übergeht.

## Öffentlicher Verkehr
Den Westen der Straße bedient die Münchner U-Bahn mit der U-Bahn-Station U-Bahnhof Michaelibad der Linie U 5, die weiter etwas südlich der Straße nach Neuperlach verläuft (nächste Station U-Bahnhof Quiddestraße). Mehrere Stadtbuslinien durchfahren die Straße.

## Namensgeber
Die Straße ist nach dem Nobelpreisträger für Chemie (1927) Heinrich Wieland (1877 bis 1957) benannt.

## Charakteristik
Die Straße, die getrennte Richtungsfahrbahnen besitzt, führt (früher als Teil der jetzt über die Ständlerstraße geführten Staatsstraße 2078) am ausgedehnten Gelände des Michaelibads, am Ostpark und an einer Bezirkssportanlage entlang. Sie bildet großenteils die Grenze zwischen den Stadtbezirken Berg am Laim und Ramersdorf-Perlach. In ihrem Südostteil verläuft sie in Neuperlach am Schulzentrum an der Quiddestraße (mit dem Werner-von-Siemens-Gymnasium) vorbei und kreuzt kurz vor ihrem Ende die Ständlerstraße. In Hausnr. 100 ist der Sitz des Fußballvereins Türkgücü München.

## Denkmalgeschützte Bauwerke

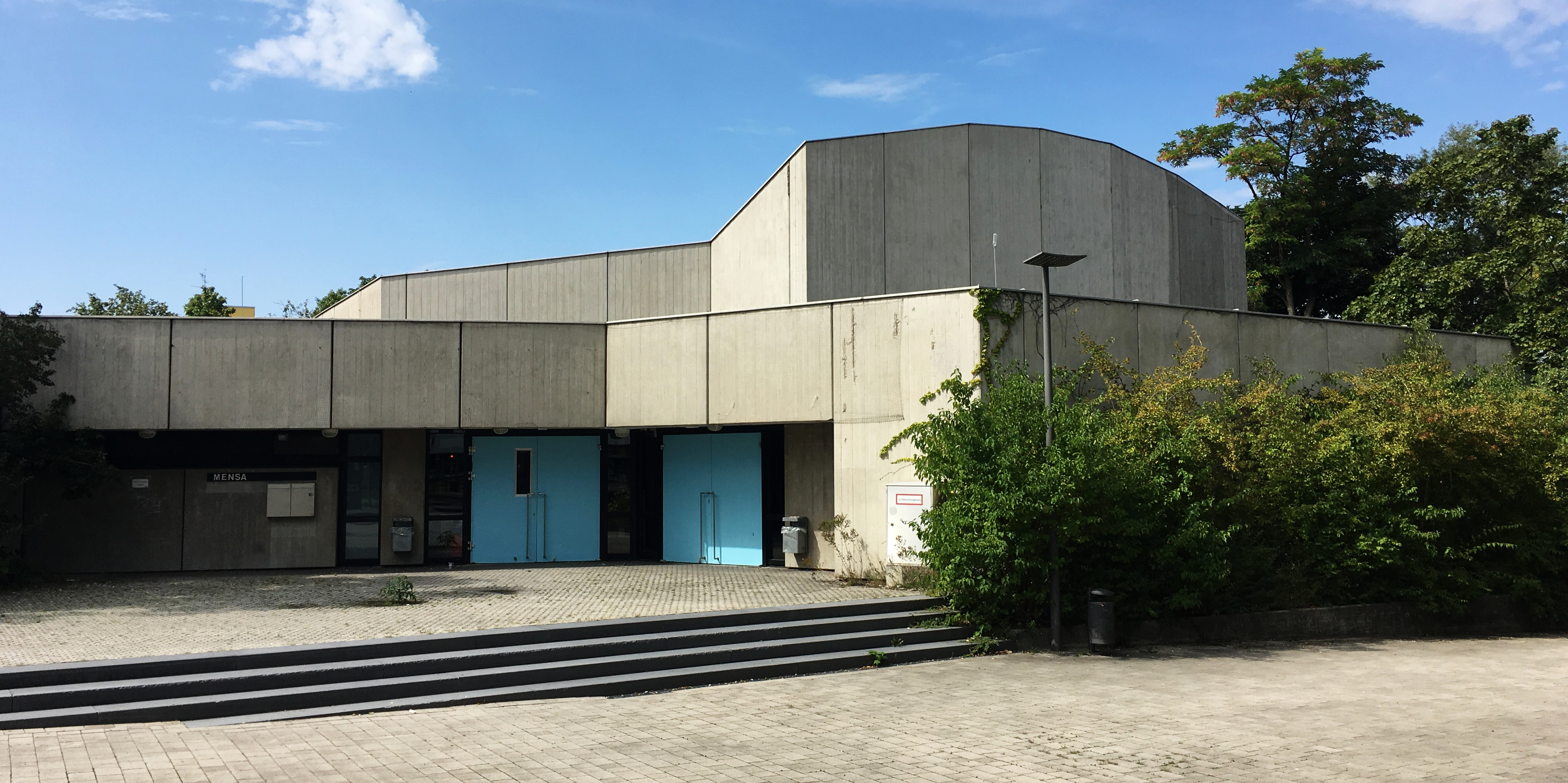
Mensa des Werner-von-Siemens-Gymnasiums

- Städtisches Werner-von-Siemens-Gymnasium an der Quiddestraße 4, nach Plänen von Bernhard von Busse und Eberhard Schunck zusammen mit dem Münchner Landschaftsarchitekten Gerhart Teutsch errichtet (Denkmalliste D-1-62-000-9137).

## Kunstwerke

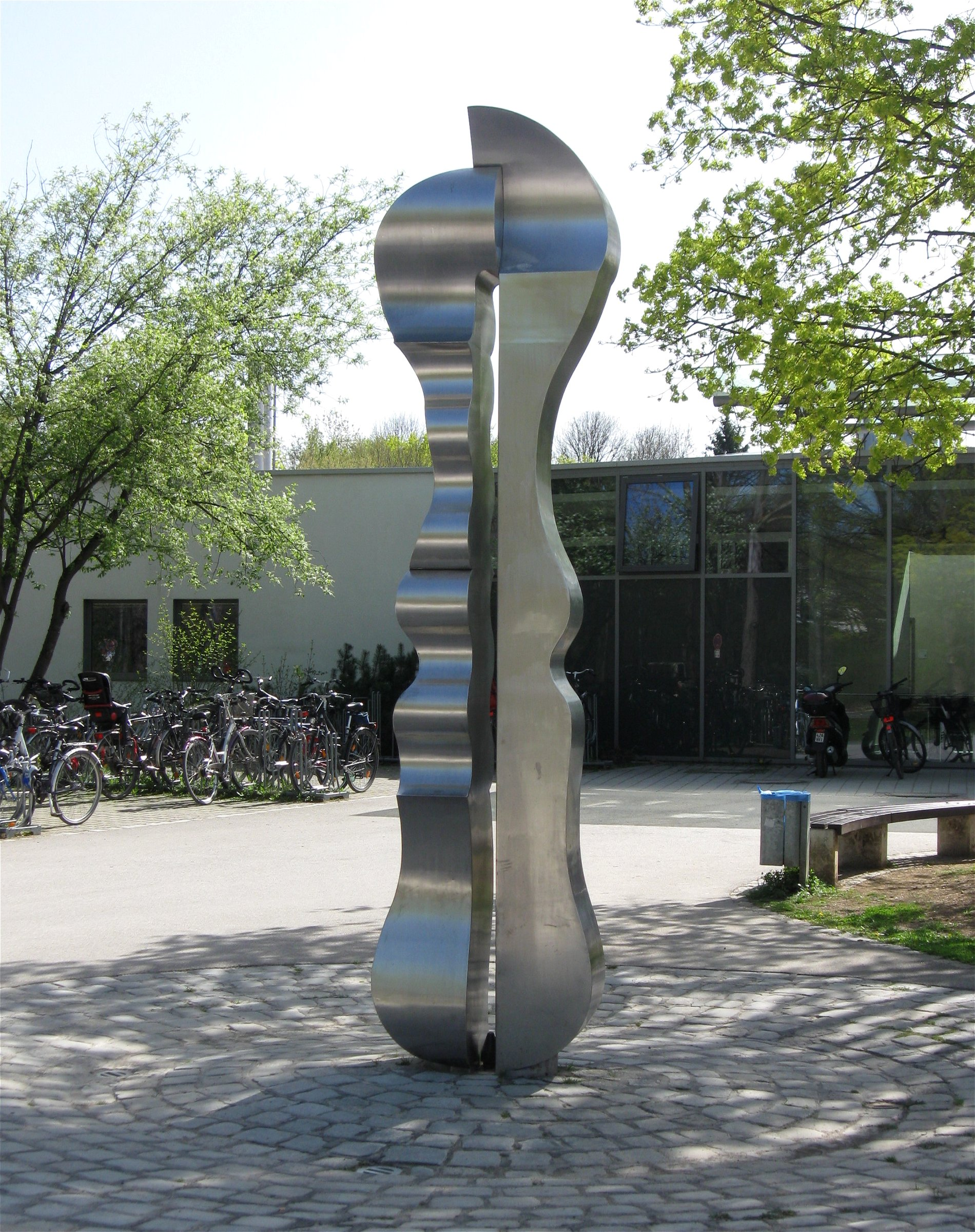
Eisernes Paar

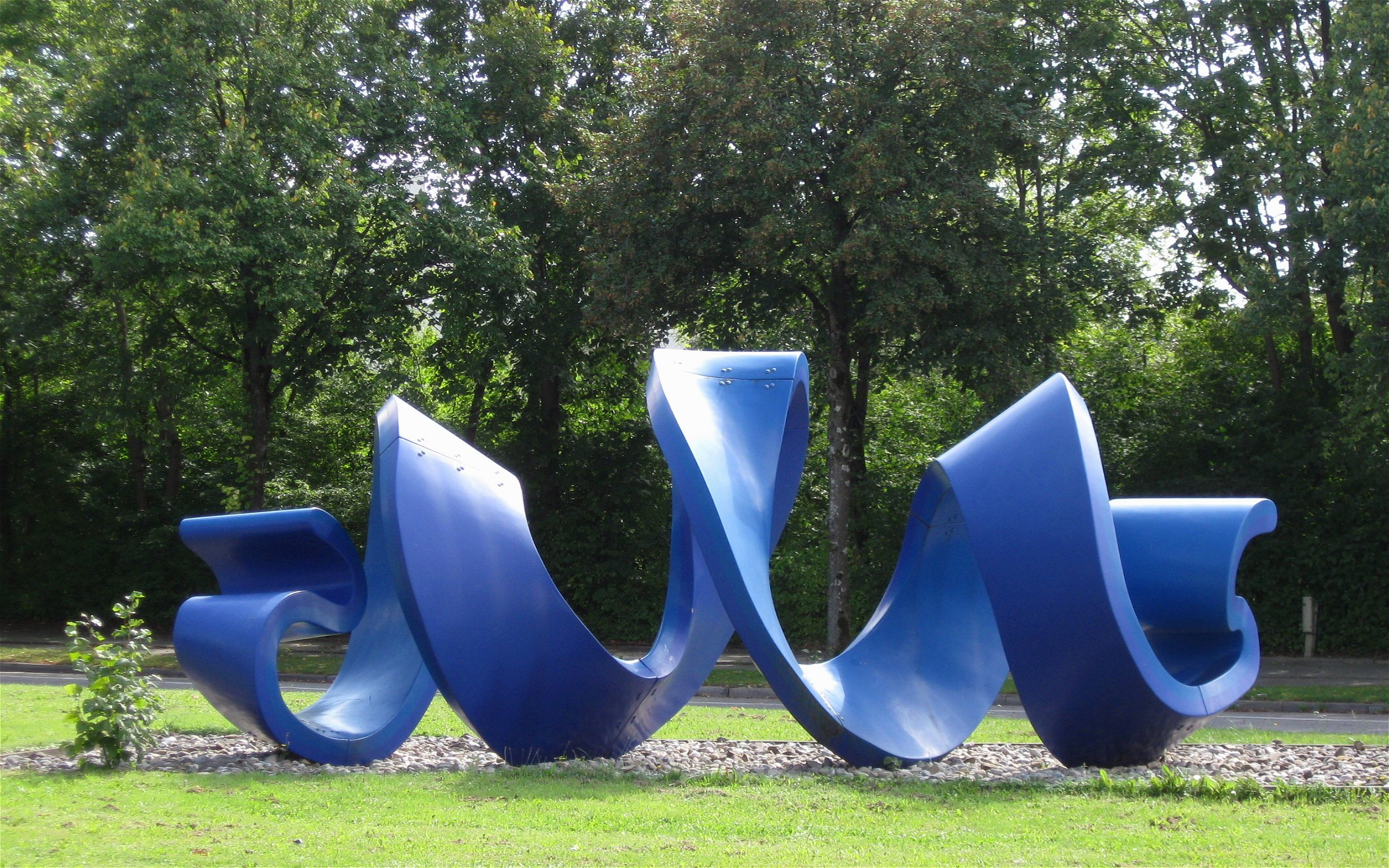
Blaue Spirale

- Skulptur Eisernes Paar von Hans Rucker, vor dem Michaelibad (Hausnr. 24)
- Plastik Blaue Spirale von Louis Constantin, auf dem Mittelstreifen östlich der Kreuzung mit der Albert-Schweitzer-Straße.